# Gaetano Koch
Gaetano Koch (ur. 9 stycznia 1849 w Rzymie, zm. 14 maja 1910 tamże) – włoski architekt, który projektował głównie w stylu Cinquecento na terenie Rzymu; miejski radny rzymski.

## Życiorys

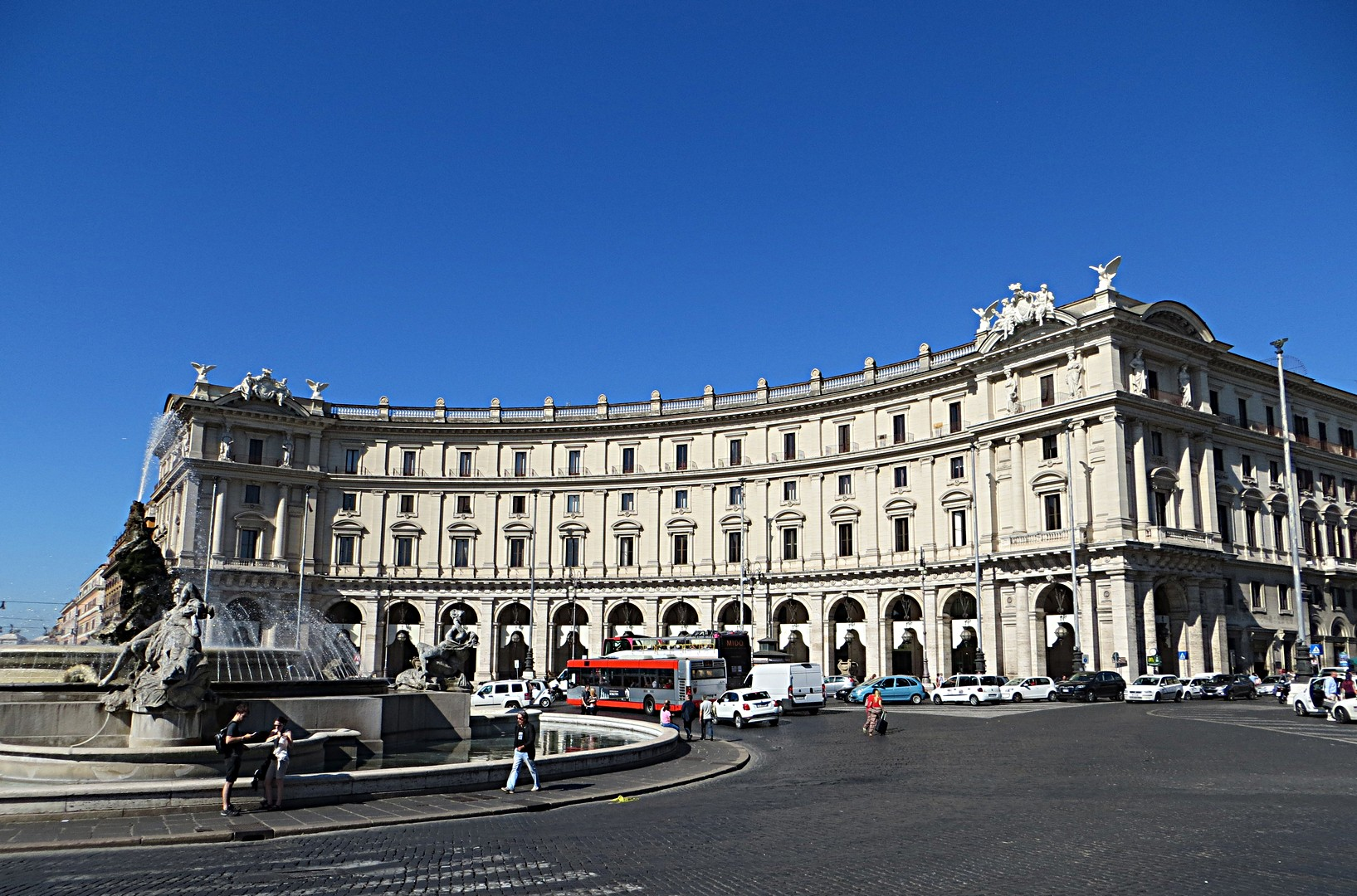
Palazzi dell’Esedra (1886–1903)

Rodzina Kocha pochodziła z Tyrolu. Urodził się 9 stycznia 1849 w Rzymie i był synem malarza Augusta Kocha oraz Ludovici Carrozzi Lecce. W 1872 uzyskał uniwersytecki tytuł architekta i inżyniera. Zatrudnił się w biurze technicznym Società dell’Esquilino.

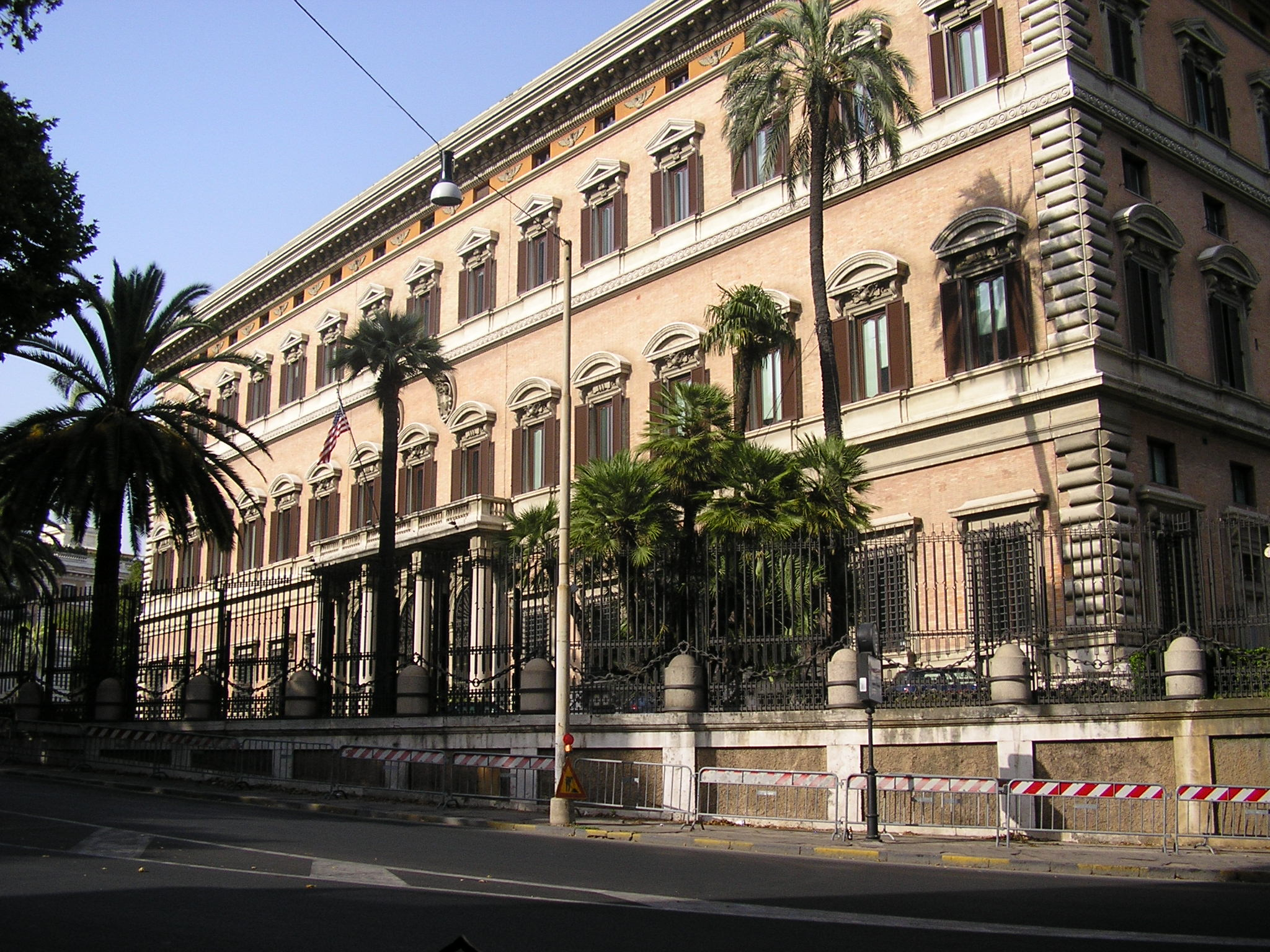
Palazzo Margherita (1886–1890)

Po odbyciu praktyki zaprojektował w Rzymie budynek G pomiędzy Via dell’Esquilino i Via Gioberti, budynek B pomiędzy Via Principe Amedeo, Via Manin, Via Amendola i cztery budynki w bloku wyznaczonym przez Via Principe Amedeo, Via Manin, Farini i Gioberti. Kolejne jego dzieła to: budynek Voghera przy Via Nazionale 200, willa Costanziego przy Via Urbana 167, budynek Marottiego przy Via Nazionale 172 z roku 1880, charakteryzujący się potężnymi kolumnami w strefie wejścia, budynki Calabresi przy via XX Settembre 5 z lat 1882–1883 z podwójnymi dziedzińcami.

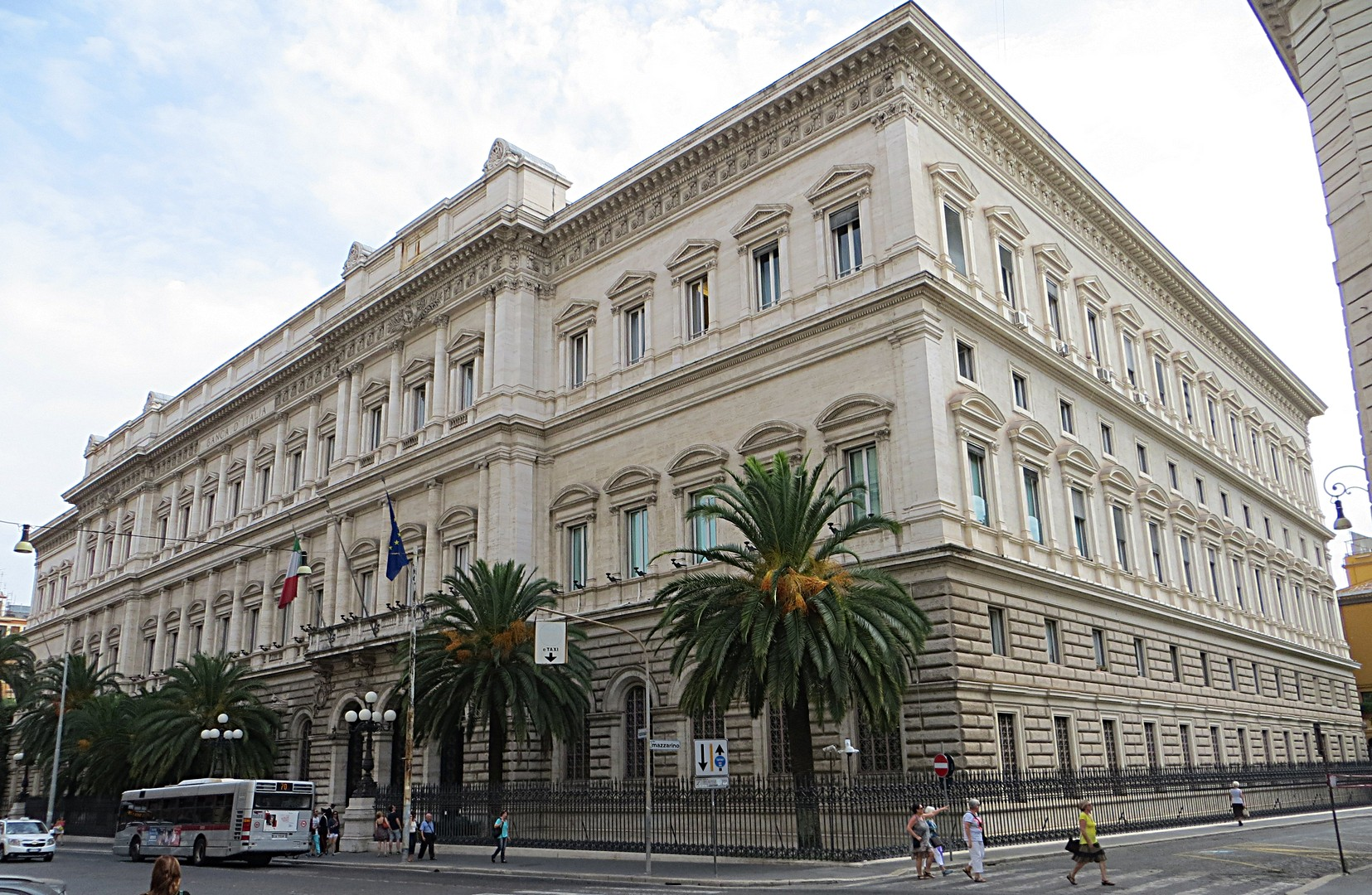
Siedziba Banku Włoch (1886–1893)

W połowie lat 80. XIX wieku wzniósł swoje trzy sztandarowe dzieła życia. W 1885 wygrał konkurs na projekt siedziby Banku Włoch przy Via Nazionale. W tym samym roku zaprojektował Palazzo Piombino przy Via Veneto, a w 1886 rada miasta zatwierdziła jego projekt Palazzi dell’Esedra. Gmach Banku Włoch zrealizowano w latach 1886–1893, tworząc obiekt łączący wymogi funkcjonalne z bogatą formą. Jest to zwarta budowla o dwóch dziedzińcach. Fasada, w całości wykonana z trawertynu, ma charakter prosty i surowy. Długi front zdobią grupy rzeźbiarskie Nicoli Cantalamessy Papottiego. W Palazzo Piombino (potem Palazzo Margherita) z lat 1886–1890 doszło do połączenia z wcześniej istniejącym Palazzo Grande dei Ludovisi, częściowo zburzonym. Palazzi dell’Esedra, najbardziej wyrazisty znak stylu architekta zostały wzniesione w latach 1886–1903 na miejscu eksedry Term Dioklecjana.
Jego autorstwa były: Palazzo Lavaggi Pacelli przy Corso Vittorio Emanuele II 110 (z 1886), Palazzo Trocchi pod numerem 266 (1888) oraz Palazzo Amici pod numerem 337 (1889). Zaprojektował Bibliotekę Senatu przy Via degli Staderari (1887) oraz Muzeum Barracco przy Corso Vittorio Emanuele II (później zburzone). Oprócz tego wzniósł w Rzymie: pierwszy budynek pałacu Brancaccio przy via Merulana (1879–1883), bliźniacze budynki centralne przy Piazza Vittorio Emanuele II (1882–1883), pałac Zakładów Francuskich na placu dell’Orologio 12 (1891), Palazzo Boncompagni Ludovisi in largo Goldoni (1902), willę Galli Sarazzani przy via Maria Adelaide 14 (1902). Przypisuje mu się również autorstwo domu Bonellich przy Via del Corso, pałacu Santini przy Piazza Cavour i pałacu Crostarosa przy via Nazionale (1910). Od drugiej połowy lat 80. XIX wieku zasiadał w komisjach architektonicznych. W latach 1886–1887 był np. jednym z sędziów w drugim konkursie na projekt Pałacu Sprawiedliwości. Pomógł w ukończeniu pomnika króla Wiktora Emanuela II autorstwa Giuseppe Sacconiego. Poza granicami Rzymu zaprojektował m.in. atrium, klatkę schodową i wielką salę ratusza w Recanati (1898), czy stajnie willi Terni w Porto Recanati.
W pracy pomagał mu młodszy brat Ottaviano (1853–1939). Jego uczniem był m.in. Tullio Passarelli (1869–1941). Do jego pracowni uczęszczali także Marcello Piacentini i Arnaldo Foschini. Był członkiem i doradcą Kolegium Inżynierów i Architektów w Rzymie, później Stowarzyszenia Włoskich Inżynierów i Architektów. W 1893 został członkiem Najwyższej Rady Sztuk Pięknych. Był profesorem honorowym w akademiach w Carrarze i Perugii oraz członkiem Accademia dei Virtuosi al Pantheon. Był jednym z założycieli Stowarzyszenia Artystycznego Badaczy Architektury, które powstało w 1890. Był jego prezesem w 1895.
W 1895 rozpoczął karierę polityczną – wybrano go wówczas rzymskim radnym miejskim (funkcję sprawował do 1902). Zmarł 14 maja 1910 roku w Rzymie.

## Rodzina
Jego żoną była Matilde Fraschetti. Miał z nią dwóch synów: Augusta (1884–1944) i Guido (1886–1942). Obaj nie kontynuowali tradycji architektonicznych ojca. Jego dziadek, Josef Anton Koch (1768–1839) z tyrolskiego Obergieben był malarzem działającym we Włoszech od 1794.